# Teufelsfenn

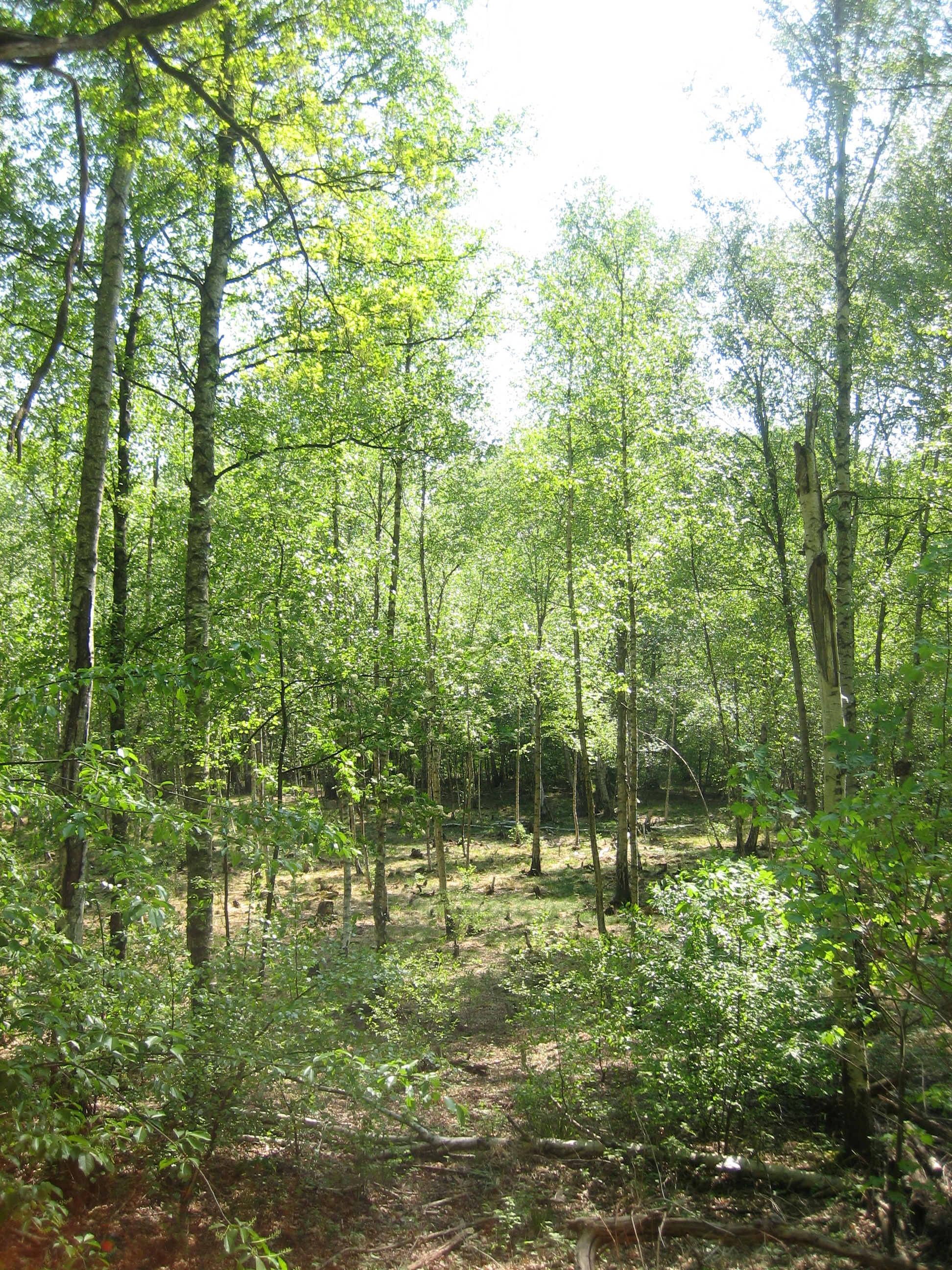
Teufelsfenn

Das Teufelsfenn  ist ein Kesselmoor  im Grunewald  in Berlin. Es entstand aus einem  verlandeten See, dessen Wasser am Ende der letzten Eiszeit ein Toteisloch füllte. Das Teufelsfenn gehört zusammen mit dem Postfenn zum 83 ha großen „Naturschutzgebiet Postfenn und Teufelsfenn“. Das Naturschutzgebiet gehört auch zum Fauna-Flora-Habitat (FFH) Grunewald. 
Durch  Grundwasserabsenkung war das Teufelsfenn in der Vergangenheit weitgehend trocken gefallen und typische Moorarten wurden verdrängt. Seit Mitte  der 1980er Jahre wird das Moor mit Grundwasser aus dem letzten aktiven Tiefbrunnen des 1969 stillgelegten Wasserwerks am Teufelssee versorgt. In einem eingezäunten Areal dominieren Birken, Pappeln und Traubenkirschen. Es kommen jedoch auch hochmoorspezifische Pflanzen wie z. B. Sonnentau vor. Das Teufelsfenn ist Lebensraum für verschiedene Amphibienarten. Im Gebiet wurden  35 Brutvogelarten festgestellt und 2008 wurde erstmals das  Vorkommen der Sumpfschrecke nachgewiesen.
Nordöstlich des Teufelsfenns befindet sich der Teufelsberg.